# Best Air
Best Air era uma companhia aérea bengali com sede em Daca.

## História
A Best Aviation, empresa controladora da Best Air, iniciou suas operações em 1999 como operadora de helicópteros. A Best Aviation começou como uma companhia aérea cargueira em 2000.
A Best Air obteve uma licença em 2006 da Autoridade de Aviação Civil de Bangladesh para operar serviços de passageiros nos setores doméstico e internacional. A Best Air começou com uma aeronave Boeing 737-200 para operar de Daca até Chatigão. A Best Air adquiriu um MD-83 em arrendamento e operou para novos destinos como Dubai, Kuala Lumpur, Singapura e Banguecoque. Em 2010, a Best Aviation vendeu 80% de suas ações na Best Air para a Destiny Group.

## Frota
A frota da Best Air consistia nas seguintes aeronaves:
| Aeronaves               | Total | Notas |
| ----------------------- | ----- | ----- |
| Boeing 737-200          | 1     |       |
| McDonnell Douglas MD-83 | 1     |       |
| Total                   | 2     |       |